# Katahdin
Katahdin — язык программирования, в котором синтаксис и семантика могут изменяться во время исполнения. Katahdin использует РВ-грамматики и packrat-парсер. Новые конструкции, такие как выражения или операторы, или даже новый язык программирования могут быть созданы с нуля. Единственная реализация языка использует платформу .NET (реализацию Mono).

## Введение
Katahdin позволяет вводить новые конструкции также легко, как в обычных языках программирования: можно создавать функции и типы данных.
Например, во многих языках программирования присутствует операция взятия остатка (mod). Если используемый язык программирования не содержит такой операции и не позволяет каким-то образом её перегрузить, то реализация подобной операции выльется в изучение реализации языка, изменение грамматики и сборку нового транслятора. Katahdin позволяет описать операцию взятия остатка в несколько строк:
```
class ModExpression : Expression {
    pattern {
        option leftRecursive;
        a:Expression "%" b:Expression
    }

    method Get() {
        a = this.a.Get...();
        b = this.b.Get...();
        return a - (b * (a / b));
    }
}

```

Этот код выполнится во время исполнения программы, и сразу после этого операция взятия остатка станет частью языка. Таким образом, после объявления новой операции, она может быть использована дальше в программе. Katahdin не содержит специальных конструкций, которые не могут быть изменены (даже пробелы и ключевые слова не являются исключением). Если описать все конструкции какого-либо языка программирования подобным образом, то Katahdin превратится в интерпретатор этого языка. Таким образом, Katahdin может быть использован в качестве универсального интерпретатора. Также можно использовать один язык в рамках другого, просто описав оба языка в Katahdin. На сегодняшний момент существуют подобные описания для языков Фортран и Python.
Иногда программист хочет использовать один язык в рамках другого. Например, SQL используется повсеместно в рамках других языков, при этом код на SQL записывается в строках. Katahdin позволяет совместить основной язык с SQL, чтобы тот использовался как часть основного языка. Также иногда возникает желание определить новый оператор во время исполнения. Например, в Java 1.5 был добавлен оператор for-each. Но пока эта реализация языка не была выпущена, программисты не могли использовать эту возможность. Использование Katahdin в этом случае позволило бы программистам использовать эту конструкцию, не дожидаясь следующей версии Java. Реализация этого оператора выглядела бы примерно следующим образом:
```
class ForStatement : Statement {
    pattern {
        "for" "(" init:Expression ";"
            cond:Expression ";" inc:Expression ")"
        body:Statement
    }

    method Run {
        init.Get...();
        while (cond.Get...()) {
            body.Run...();
            inc.Get...();
        }
    }
}

```

## Грамматика

### Описание шаблонов
Грамматики в Katahdin представляют собой измененные РВ-грамматики. Запись очень близка также КС-грамматикам.
Просто текст помещается в кавычки ("текст") и может включать в себя стандартные Escape-последовательности.
Диапазон символов может быть выражен при помощи оператора .. : "a".."z".
Оператор . соответствует любому символу. Другие структуры обозначаются именами (value).
Последовательность представляется словами, разделенными пробелами: a b c
Операторы ? * + переводятся как ноль-или-один, ноль-или-больше, один-или-больше, соответственно.
Выражения могут группироваться в скобки для определения приоритета вычисления.
Операторы & и ! проверяют текст, но не убирают его.
Оператор & проходит тогда, когда проходит, если выражение подходит. Оператор ! — наоборот.
Альтернатива представляется оператором |. В отличие от РВ-грамматик, которые используют оператор /, из альтернатив выбирается наибольшая подходящая, а порядок альтернатив не влияет на их приоритет.
Примеры шаблонов.
```
Универсальный конец строки:
    "\r" "\n"? | "\n"
Список параметров:
    "(" (Value, ("," Value)*)? ")"
Комментарий в С:
    "//" (!EndOfLine .)*

```

### Рекурсивные шаблоны
Одна из проблем при написании грамматик — описание рекурсивных правил и избавление от неоднозначностей, которые они порождают. Возьмем, например двухместный оператор -, который определен рекурсивно:
{\displaystyle Expression\leftarrow Number}
{\displaystyle Expression\leftarrow Expression'-'Expression}
Применим такое определение к выражению: {\displaystyle a-b-c}
Исходя из определения, выражение может быть распознано двояко: {\displaystyle ((a-b)-c)} или {\displaystyle (a-(b-c))}
Неоднозначность пропадает с введением ассоциативности. В данном случае оператор - лево-ассоциативен.
Для избежания таких неоднозначностей в Katahdin предусмотрены опции, соответствующие ассоциативности (leftRecursive для левой ассоциативности и rightRecursive для правой):
```
class Subtract : Expression {
    pattern {
        option leftRecursive;
        Expression '-' Expression
    }
}

```

### Приоритеты
Приоритеты операций определяют порядок, в котором они будут выполнены при вычислении выражения. В математике и большинстве языков программирования операции * и / имеют больший приоритет, чем + и -. Вообще говоря, приоритеты можно описывать просто описывая грамматику, однако добавление новой операции в язык повлечет изменение других правил, причем, если эти правила были описаны в другом модуле, у программиста не будет возможности узнать, какие именно правила нужно менять. Поэтому Katahdin побуждает описывать операции естественным образом, определяя приоритеты потом, при помощи ключевого слова precedence:
```
class AddExpression : Expression {
    pattern {
        option leftRecursive;
        Expression '+' Expression
    }
}

class SubExpression : Expression {
    pattern {
        option leftRecursive;
        Expression '-' Expression
    }
}

precedence SubExpression = AddExpression;

class MulExpression : Expression {
    pattern {
        option leftRecursive;
        Expression '*' Expression
    }
}

class DivExpression : Expression {
    pattern {
        option leftRecursive;
        Expression '*' Expression
    }
}

precedence DivExpression = MulExpression;
precedence MulExpression > AddExpression;

```

## Достоинства языка

### Общая среда исполнения
В настоящее время написание системы на нескольких различных языках довольно затруднено. Для каждого языка требуется своя среда, которую необходимо выбрать, возможно, купить и установить. Каждая среда должна периодически обновляться и дополняться. При смене платформы, все среды должны быть портированы. Katahdin предоставляет единую среду для выполнения кода на различных языках. При смене платформы, должна быть портирована только среда Katahdin.

### Простое взаимодействие языков
Взаимодействие между языками, исполняющимися в разных средах исполнения, естественным образом затруднено. Обмен информацией может быть осуществлен посредством создания канала чтения/записи. Доступ к коду (например, к функциям или типам) организовывается ещё сложнее, требуя использование таких инструментов, как CORBA или COM. В программе на Katahdin код и данные свободно разделяются между используемыми языками, не требуя связывания или ввода-вывода.
Пример использования языков FORTRAN и Python в одном исходном файле:
```
import "fortran.kat";
import "python.kat";

fortran {
    SUBROUTINE RANDOM(SEED, RANDX)

    INTEGER SEED
    REAL RANDX

    SEED = 2045*SEED + 1
    SEED = SEED - (SEED/1048576)*1048576
    RANDX = REAL(SEED + 1)/1048577.0
    RETURN

    END
}

python {
    seed = 128
    randx = 0

    for n in range(5):
        RANDOM(seed, randx)
        print randx
}

```

Katahdin представляет язык программирования просто как инструмент, не ограничивая программиста в выборе платформы или библиотек. Каждый участок программы, отвечающий за конкретную задачу, может быть реализован на более подходящем языке программирования (в зависимости от задачи, разработчиков и используемых библиотек).
Например, программа на Фортране, предназначенная для вычислений, может плохо справляться с некоторой обработкой текста, требуемой при вводе-выводе. В этом месте лучше использовать более подходящий язык, например, Perl. В программе на Katahdin код, обрабатывающий текст и написанный на Perl, может быть использован в том же файле, что и программа на Фортране.
Кроме использования модулей, описывающих стандартные языки, Katahdin позволяет расширять и изменять язык. Однако даже если программист не собирается расширять используемые языки, такая возможность может быть использована (например, для реализации возможностей, которые появятся в следующей версии языка, но которые хотелось бы использовать уже сейчас).